# قوتی خاتون
قوتی‌خاتون(به مغولی:Кутуй Хатун، به انگلیسی:Qutui Khatun)، یکی از همسران هولاکو‌خان، بنیانگذار سلسله ایلخانان و شاه‌دخت مغول بود. پسر آن‌ها "تگودار" به‌ مدت دو سال از ۱۲۸۲ تا ۱۲۸۴ میلادی پادشاه ایلخانی ایران بود. قوتی خاتون در دوران سلطنت فرزندش نقش مهمی در امور دولتی داشت و به عنوان حامی مسیحیان شناخته می‌شد.

## زندگی
قوتی خاتون دختر چیگو‌خان از قبیله قنقرات و نوه دختری چنگیزخان بود. او مسیحی نسطوریایی بود و حامی آشکار مسیحیت بود. در سال ۱۲۷۹ به مرغا رفت تا مسیحیان را در احیای خاج‌شویان که به دلیل رقابت با مسلمانان متوقف شده بود، حمایت کند.
هولاکوخان پس از مرگ گویک خاتون، با قوتی خاتون ازدواج کرد. وقتی هولاکو در سال ۱۲۵۳ میلادی به ایران رفت، دو تن از چهار همسرش، یعنی الجای خاتون و دوقوز خاتون، با او رفتند. قوتی خاتون در پایتخت امپراتوری ماند. خاتون در حدود سال ۱۲۶۸ به ایران رسید ولی در طول سفرش، هولاکو به سال ۱۲۶۵ میلادی، درگذشت.